# رامون كاسترو
رامون كاسترو (بالإسبانية: Ramón Víctor Castro)‏ (13 يونيو 1964 مونتفيدو الأوروغواي - ) هو لاعب كرة قدم أوروغواني يلعب كلاعب وسط.

## روابط خارجية
- رامون كاسترو على موقع قاعدة بيانات كرة القدم.إي يو (الإنجليزية)
- رامون كاسترو على موقع ناشيونال فوتبول تيمز (الإنجليزية)